# Mecas cirrosa
Mecas cirrosa är en skalbaggsart som beskrevs av Chemsak och Linsley 1973. Mecas cirrosa ingår i släktet Mecas och familjen långhorningar. Inga underarter finns listade i Catalogue of Life.